# Four à cloche
Le four à cloche est un four constitué d'une table et d'une cloche, tous deux en matériau réfractaire. La cloche, ornée de résistances électriques sur sa face intérieure est amovible à l'aide d'un palan, ce qui a pour avantage d'y conserver une bonne partie de la chaleur pendant que des interventions sont possibles sur les objets en cours de cuisson.
Selon leur technique, ce type de four est apprécié de certains céramistes ainsi que de verriers pratiquant le thermoformage par exemple.
Le four à cloche utilisé dans le traitement thermique d'acier connu sous le nom anglais BAF (Batch Annealing Furnace) constitué d'une embase d'empilement des bobines d'acier (capacité 80 tonnes), une cloche en acier réfracture (Inner Cover), un four à cloche (Heating Bell) avec une tempèrature max de chambres de combustion 850 °C et un refroidisseur (Cooling Bell).
Les derniers type des fours à cloche réalisent un traitement thermique des bobines d'acier sous une atmosphère 100 % hydrogène et avec un mode de transfert thermique de type convection forcée (HICON/H2: High Convection by Hydrogen) qui permet l'infiltration  d'hydrogène entre les feuilles des bobines d'acier.